# Comté de Livingstone
Pour l’article ayant un titre homophone, voir comté de Livingston.
Le comté de Livingstone était une zone d'administration locale dans l'est du Queensland en Australie.
Le 15 mars 2008, le comté a fusionné avec la ville de Rockhampton et les comtés de Fitzroy et de Mount Morgan pour former la région de Rockhampton.
Le comté comprenait les villes de :
- Yeppoon ;
- Emu Park ;
- Keppel Sands ;
- Byfield ;
- Queensland ;
- Mulambin ;
- Cawarral  ;
- Stanage ;
- Great Keppel Island.